# 정재성 (배우)
정재성(1970년 12월 16일 ~ )은 대한민국의 배우이다.

## 출연작

### 영화
- 《누가 그녀와 잤을까?》 (2006년) - 행정부장 역
- 《차우》 (2009년) - 주민 2 역
- 《조선명탐정: 각시투구꽃의 비밀》 (2011년) - 적성 사또 역
- 《타짜: 신의 손》 (2014년) - 컨테이너 오야 역
- 《베테랑》 (2015년) - 광수대 1팀장 역
- 《내부자들》 (2015년) - 수석기자 1 역
- 《4등》 (2016년) - 형사 반장 역
- 《공조》 (2017년) - 브리핑간부 역
- 《특별시민》 (2017년) - 브리핑간부 제약회사사장 역
- 《리얼》 (2017년) - 환자 역
- 《골든 슬럼버》 (2018년) - 조세현 역
- 《7년의 밤》 (2018년) - 낚시남 역
- 《악질경찰》 (2019년) - 검시관 역
- 《기방도령》 (2019년) - 유상 부 역
- 《방법: 재차의》 (2021년) - 김민섭 역
- 《헌트》 (2022년) - 표동호 역
- 《교섭》 (2023년) - 김 차관 역

### 드라마
- 《38사기동대》 (2016년, OCN)
- 《슬기로운 감빵생활》 (2017년, tvN) - 명교수 역
- 《나의 아저씨》 (2018년, tvN) - 윤상태 역
- 《스케치》 (2018년, JTBC) - 남정연 역
- 《마성의 기쁨》 (2018년, 드라맥스 & MBN) - 장욱진 역
- 《여우각시별》 (2018년, SBS) - 이우택 역
- 《KBS 드라마 스페셜 - 미스김의 미스터리》 (2018년, KBS2) - 구대표 역
- 《일단 뜨겁게 청소하라》 (2019년, JTBC)
- 《신과의 약속》 (2019년, MBC) - 윤민석 역
- 《아이템》 (2019년, MBC) - 김재준 역
- 《아름다운 세상》 (2019년, JTBC) - 배상복 역
- 《의사요한》 (2019년, SBS) - 권석 역
- 《꽃파당: 조선혼담공작소》 (2019년, JTBC) - 강몽구 역
- 《검사내전》 (2019년, JTBC) - 김인주 역
- 〈머니게임〉 (2020년, tvN) - 홍국영 역
- 《부부의 세계》 (2020년, JTBC) - 공지철 역
- 《슬기로운 의사생활》  (2020년, tvN) - 전 율제병원 신경외과 교수
- 《나빌레라》 (2021년, tvN) - 덕출의 아버지 역
- 《악마판사》 (2021년, tvN) - 주일도 역
- 《연모》 (2021년, KBS2) - 노학수 역
- 《지금부터, 쇼타임!》 (2022년, MBC) - 서창호 역
- 《빅마우스》 (2022년, MBC) - 박윤갑 역
- 《팬레터를 보내주세요》 (2022년, MBC) - 손혁수 역
- 《사랑의 이해》 (2022년, JTBC) - 육시경 역
- 《판도라: 조작된 낙원》 (2023년, tvN) - 한경록 역
- 《하이쿠키》 (2023년, U+모바일tv) - 박상길 역
- 《내 남편과 결혼해줘》 (2024년, tvN) - 왕홍인 역
- 《낮과 밤이 다른 그녀》 (2024년, JTBC) - 백철규 역
- 《굿파트너》 (2024년, SBS) - 오대규 역
- 《스터디그룹》 (2025년, TVING) - 교감 역